# Huisseau-sur-Mauves
Huisseau-sur-Mauves – miejscowość i gmina we Francji, w Regionie Centralnym, w departamencie Loiret.
Według danych na rok 1990 gminę zamieszkiwało 1669 osób, a gęstość zaludnienia wynosiła 45 osób/km² (wśród 1842 gmin Centre, Huisseau-sur-Mauves plasuje się na 239. miejscu pod względem liczby ludności, natomiast pod względem powierzchni na miejscu 212.).